# Biluvani, Sorab
Biluvani là một làng thuộc tehsil Sorab, huyện Shimoga, bang Karnataka, Ấn Độ.